# Andy Bara
Andy Bara (7. prosinca 1982.) hrvatski je nogometni agent i bivši nogometaš.
Do punoljetnosti zvao se Andy Valentić Bara po prezimenima oba roditelja. Njegovi roditelji potječu s Kosova. Kao nogometaš igrao je za juniore Dinama i španjolske Valencije. Kao senior bio je član španjolskoga Logroñésa i poljske Legije, ali nije za njih upisao nijedan nastup u službenim utakmicama. Bio je na posudbi u poljskom klubu Świt Nowy Dwór Mazowiecki, za kojega ima tri službena nastupa u sezoni 2003./04.
Nakon kraja igračke karijere bavi se transferima nogometaša. Godine 2011. Bara je pokrenuo sportsku agenciju „Niagara Sports Company” sa sjedištem u Bosanskoj Gradiški. Kao nogometni agent zastupa velik broj hrvatskih i stranih nogometaša. Bio je suradnik Bože Sliškovića, koji je bio menadžer Sammira, sudjelovao je u tranferima igrača Dinama za vrijeme Zdravka Mamića, a kasnije se osamostalio. 
Kao nogometni agent najpoznatiji je po dovođenju Danija Olma u zagrebački Dinamo iz Barcelone. Zastupa i hrvatske nogometaše kao što su: Marcelo Brozović, Lovro Majer, Marco Pašalić, Josip Brekalo, Kristijan Jakić, Hrvoje Smolčić, Mihael Žaper i dr. te strane nogometaše među kojima se ističu: Álvaro Morata, Nacho Fernández, Jonathan Ikoné, Rokas Pukštas i dr.
Privukao je pažnju i realizacijom tranfera u velikim iznosima za do tada slabo poznate nogometaše. Bara je dogovorio transfer tada 17-godišnjeg hrvatskog napadača Dina Klapije iz Kustošije Zagreb u RB Leipzig za iznos od 5,2 milijuna eura te 18-godišnjeg senegalskog nogometaša Mikayila Fayea iz NK Kustošije Zagreb u Barcelonu za 5 milijuna eura 2023. godine.
U braku je sa sportskom novinarkom i taekwondoisticom Lanom Banely, s kojom ima dvoje djece. Iz prvoga braka ima također dvoje djece.